# Auletta lyrata
Auletta lyrata är en svampdjursart som först beskrevs av Eugen Johann Christoph Esper 1794.  Auletta lyrata ingår i släktet Auletta och familjen Axinellidae.
Artens utbredningsområde är Sri Lanka. Utöver nominatformen finns också underarten A. l. brevispiculata.